# 존 피들러
존 피들러(영어: John Fiedler, 1925년 2월 3일 ~ 2005년 6월 25일)는 미국의 배우이다. 만화 영화 곰돌이 푸에서 피글렛의 목소리를 맡았다.
2005년 6월 25일 암으로 세상을 떠났다.

## 참여 작품

### 영화
- 시라노 (1950년 영화)
- 12인의 성난 사람들 (1957년 영화)
- 성공의 달콤한 향기
- 태양의 계절 (1961년 영화)
- 댓 터치 오브 밍크
- 키스 미 스투피드
- 걸 해피
- 진정한 용기
- 로빈 후드 (1973년 영화)
- 포춘 (1975년 영화)
- 곰돌이 푸 오리지널 클래식
- 생쥐 구조대
- 캐논볼 (1981년 영화)
- 토드와 코퍼
- 샤키 머신
- 티거 무비
- 쿠스코? 쿠스코!
- 피글렛 빅무비
- 곰돌이 푸 - 루의 새 봄 대축제
- 푸의 히파럼프 무비
- 쿠스코? 쿠스코! 2

### 텔레비전
- 보난자 (드라마)
- 스타 트렉 (드라마)
- 아내는 요술쟁이
- 원 라이프 투 리브
- 형사 콜롬보
- 스트리트즈 오브 샌프란시스코
- 치어스
- 부부 탐정
- 더 골든 걸스
- L.A. 로
- 하우스 오브 마우스

### 비디오 게임
- 킹덤 하츠 (비디오 게임)